# Izabella Nowak
Izabella Nowak (w publikacjach także: Izabella Nowakowa) – polska filozof, dr hab., profesor zwyczajny Wydziału Filozoficznego Uniwersytetu im. Adama Mickiewicza w Poznaniu.

## Życiorys
Uzyskała stopień doktora habilitowanego, a 17 kwietnia 1992 została zatrudniona na stanowisku  profesora zwyczajnego w Instytucie Filozofii na Wydziale Nauk Społecznych Uniwersytetu im. Adama Mickiewicza w Poznaniu.
Jest recenzentem jednej pracy doktorskiej pt. Zagadnienie ograniczeń racjonalnego modelu działań ludzkich. Próba ujęcia działania nawykowo-racjonalnego opublikowanej 26 października 2009 oraz promotorem pracy doktorskiej pt. Paradygmat kognitywistyczny Szkoły w Groningen. Próba parafrazy w terminach idealizacyjnej Koncepcji Nauki opublikowanej 7 czerwca 1999.
Zaliczana jest do poznańskiej szkoły metodologicznej. Była żoną Leszka Nowaka. W swoich pracach rozwijała jego idealizacyjną koncepcję nauki. W ostatnich latach jego życia zajmowała się również redakcją i przygotowaniem do druku jego prac z metafizyki unitarnej.